# Метин Ајдин
Метин Ајдин (тур. Metin Aydın; Келн, 26. фебруар 1995) турски је пливач чија специјалност су трке мешовитим и леђним стилом. 

## Спортска каријера
Ајдин је дебитовао на међународној сцени на европском првенству у малим базенима у Копенхагену 2017. где се такмичио у четири дисциплине, а најбољи резултат је остварио у штафетној трци 4×50 мешовито у којој је заузео шесто место. Годину дана касније наступио је и на европском првенству у великим базенима у Глазгову, али ни у једној од дисциплина у којима је наступио није успео да прође кроз квалификације. 
Први наступ на светским првенствима у великим базенима имао је у Квангџуу 2019. где је наступио у четири дисциплине. Најбољи резултат у појединачним тркама остварио је у дисциплини 200 мешовито у којој је заузео 26. место у квалификацијама. У трци на 50 леђно је био 37, на 100 леђно 33, док је у штафети 4×100 мешовито заузео 16. место. 